# Arman Soldin
Arman Soldin (Sarajevo, 21 de março de 1991 – Chasiv Yar, 9 de maio de 2023) foi um jornalista franco-bósnio que trabalhou para a Agence France-Presse (AFP) a partir de 2015 em Roma e depois em Londres. Foi morto aos trinta e dois anos por um míssil Grad disparado pelos russos enquanto reportava para a AFP na Ucrânia, perto da cidade de Chasiv Yar, Oblast de Donetsk durante a invasão russa. Sua morte foi notada e lamentada por jornalistas em todo o mundo e por líderes internacionais.

## Percurso jornalístico
Cobriu temas como a chegada de refugiados africanos à Itália, o conflito político na Bósnia e o caso dos trinta e nove corpos encontrados em um caminhão refrigerado em Londres.

## Morte
Soldin era jornalista da AFP e coordenador de vídeo na Ucrânia. Foi morto em um ataque com foguetes Grad no leste da Ucrânia, perto da cidade de Bakhmut, em 9 de maio de 2023. O bombardeio ocorreu por volta das 16h30 locais (10h30 de Brasília) nos arredores de Chasiv Yar. Estava na companhia de quatro colegas, que saíram ilesos.